# Château de Berwick
 (décembre 2023).
Si vous disposez d'ouvrages ou d'articles de référence ou si vous connaissez des sites web de qualité traitant du thème abordé ici, merci de compléter l'article en donnant les références utiles à sa vérifiabilité et en les liant à la section « Notes et références ».
Le château de Berwick est un château en ruines qui se trouve à Berwick-upon-Tweed, une ville anglaise située dans le comté de Northumberland.

## Histoire
Ce château fut fondé au XIIe siècle par le roi David Ier. En 1296-98, le roi Édouard Ier le fit reconstruire et fit fortifier la ville, avant que le château ne redevienne propriété écossaise. En 1330, "Domino Roberto de Lawedre", originaire de l'île de Bass Rock, que l'on décrivait comme le gardien des frontières et du château de Berwick-upon-Tweed, reçut la somme de 33 livres, 6 shillings et 8 pence lors de la résiliation du contrat d'emploi qu'il occupait là-bas, ainsi qu'un montant similaire provenant de l'administration des finances écossaise. La ville et le château changèrent de main plusieurs fois pendant les conflits opposant l'Angleterre à l'Écosse.
En 1464, la liste relative aux comptes financiers de l'administration écossaise (Exchequer Rolls of Scotland) montra que Robert Lauder d'Edrington (en) reçut la somme de 20 livres pour les réparations qu'il fit au château de Berwick. Au XVIe siècle, sous le règne d'Élisabeth Ire, deux tours d'artillerie semi-circulaires à usage défensif, placées sur les côtés, vinrent s'ajouter afin de renforcer les remparts, l'une au bord de la rivière et l'autre à l'angle du mur.
Le fait que le château soit situé dans la région frontalière entre l'Angleterre et l'Écosse qui se la disputaient violemment, en fit l'une des forteresses les plus importantes des Îles britanniques et lui permit de jouir d'une histoire riche en événements. En tant qu'objectif tactique majeur dans la région, le château fut capturé à plusieurs reprises à la fois par les Anglais et les Écossais et subit fréquemment des dégâts considérables ; Édouard Ier y établit son quartier général lors de ses diverses invasions en Écosse. Le château changea également de main dans des circonstances moins violentes lorsque le roi Richard Ier d'Angleterre (Cœur de Lion) le vendit aux écossais pour aider à la collecte de fonds destinés à financer la Troisième croisade.
Finalement, le château revint aux anglais la dernière semaine d'août 1482. Après avoir envahi l'Écosse à la suite d'un traité avec Alexandre Stuart, 1er duc d'Albany, Richard III d'Angleterre, alors duc de Gloucester, captura le château qui appartenait à ce moment-là à Patrick Hepburn, Ier Lord d' Hailes (en).
La construction de remparts modernes autour de Berwick au XVe siècle rendit le château désuet et son histoire ultérieure est celle d'un déclin constant. Bon nombre d'éléments faisant partie de la carcasse furent simplement utilisés comme carrière, notamment pour la construction pendant le Commonwealth de l'église paroissiale Sainte Trinité, alors qu'au XIXe siècle, la grande salle et quasiment tout ce qui restait furent démolis pour laisser place à la gare ferroviaire de Berwick-upon-Tweed (en). Les quais se trouvent aujourd'hui à l'endroit même où le roi Édouard reçut le serment d'allégeance de la noblesse écossaise en 1296, un événement qui fut marqué par une annonce importante.
La partie principale de la construction qui existe encore aujourd'hui est composée du mur datant du XIIIe siècle appelé White Wall et du long et raide escalier, connu sous le nom de Breakneck stairs. Ce qui reste est aujourd'hui géré par l'English Heritage.

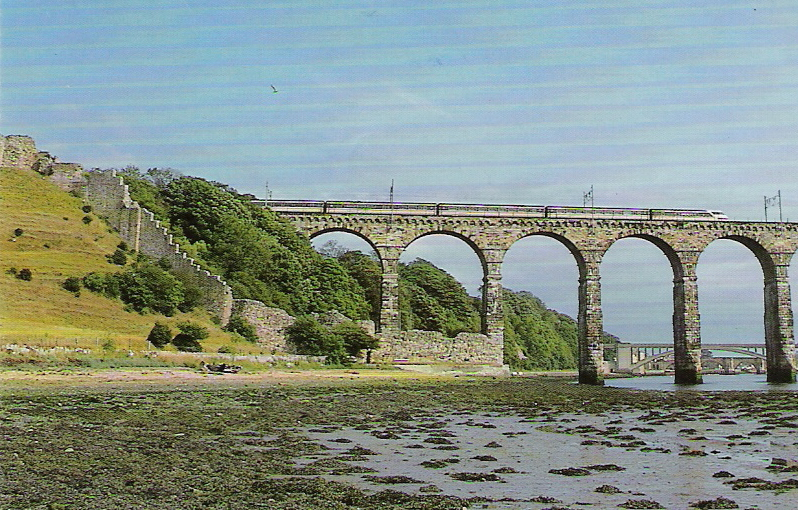
Les ruines de l'enceinte du château

## Administrateurs, ou gardiens du château
- Sir William Douglas Le Hardy 1294-1296, se rendit à Édouard Ier d'Angleterre à la suite du massacre de Berwick.
- Maurice de Berkeley, administrateur anglais, vers 1314.
- Edmond de Caillou, administrateur gascon pour les Anglais, tué lors de la bataille de Skaithmuir, 1316
- Sir Robert Lauder de Bass Rock, jusqu'en 1330 environ
- Robert Lauder d'Edrington (plus tard Robert Lauder de Bass Rock), 1461/2-1474.
- David Lindsay, comte de Crawford, 1474-1478.
- Sir Robert Lauder d'Edrington, Knt., 1478-1482.
- Sir Patrick Hepburn,1er Lord Hailes, 1482 (dernier administrateur écossais).
- Sir William Drury (mort en 1579), maréchal de Berwick-upon-Tweed, avant 1564.
- Francis Russell, nommé en 1564
- Sir George Bowes (en) de Streatlam, co.Durham (mort en 1580), maréchal de Berwick.

En 1568, il escorta Marie, reine d'Écosse, du château de Carlisle à celui de Bolton. Sa sœur Margery épousa John Knox.

## Source
- (en) Cet article est partiellement ou en totalité issu de l’article de Wikipédia en anglais intitulé « Berwick Castle » (voir la liste des auteurs).